# Chihuahuanus
Genre
Chihuahuanus est un genre de scorpions de la famille des Vaejovidae.

## Distribution
Les espèces de ce genre se rencontrent dans le désert de Chihuahua aux États-Unis et au Mexique.

## Liste des espèces
Selon The Scorpion Files (21/08/2020) :
- Chihuahuanus bilineatus (Pocock, 1898)
- Chihuahuanus cazieri (Williams, 1968)
- Chihuahuanus coahuilae (Williams, 1968)
- Chihuahuanus crassimanus (Pocock, 1898)
- Chihuahuanus glabrimanus (Sissom & Hendrixson, 2005)
- Chihuahuanus globosus (Borelli, 1915)
- Chihuahuanus kovariki (Soleglad & Fet, 2008)
- Chihuahuanus russelli (Williams, 1971)

## Étymologie
Ce genre est nommé en référence sa la distribution, le désert de Chihuahua.

## Publication originale
- González Santillán & Prendini, 2013 : « Redefinition and generic revision of the North American vaejovid scorpion subfamily Syntropinae Kraepelin, 1905, with descriptions of six new genera. » Bulletin of The American Museum of Natural History, no 382, p. 1-71 (texte intégral).